# Onthophagus quadricolor
Onthophagus quadricolor är en skalbaggsart som beskrevs av Kabakov 1983. Onthophagus quadricolor ingår i släktet Onthophagus och familjen bladhorningar. Inga underarter finns listade i Catalogue of Life.